# Steffen Krieb

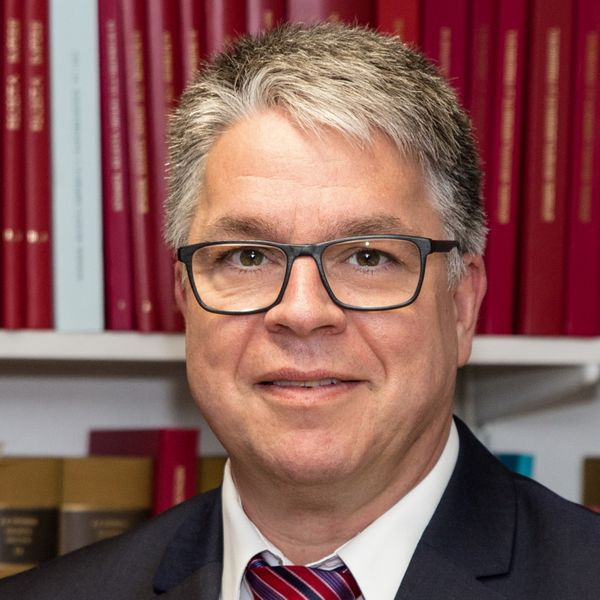
Steffen Krieb, aufgenommen von Ernst-Dieter Hehl im Jahr 2019.

Steffen Krieb (* 15. April 1969 in Leihgestern) ist ein deutscher Historiker.

## Leben und Wirken
Steffen Krieb studierte von 1988 bis 1994 Mittlere und Neuere Geschichte, Anglistik und Öffentliches Recht an der Universität Gießen und der University of Leicester. Von 1994 bis 1997 war er Kollegiat des Graduiertenkollegs „Mittelalterliche und neuzeitliche Staatlichkeit (10.–19. Jahrhundert)“ an der Universität Gießen. Er wurde 1997 promoviert mit einer von Gerd Althoff angeregten und von Werner Rösener begutachteten Arbeit über die Konfliktregelung im „deutschen“ Thronstreit. Von 1997 bis 2003 war er Wissenschaftlicher Mitarbeiter am SFB „Erinnerungskulturen“. Von 2004 bis 2010 war er Assistent am Lehrstuhl für Mittelalterliche Geschichte an der Justus-Liebig-Universität Gießen. Von 2010 bis 2016 war er Akademischer Rat am Historischen Seminar der Universität Freiburg. Krieb habilitierte sich 2016 im Fach Mittelalterliche Geschichte mit einer Arbeit zu den Erinnerungskulturen des Adels im späten Mittelalter. Ihm wurde 2019 dafür der Geschichtspreis des St. Georgen-Vereins der württembergischen Ritterschaft verliehen. Er war 2017 wissenschaftlicher Mitarbeiter am Lehrstuhl für Mittelalterliche Geschichte von Birgit Studt an der Albert-Ludwigs-Universität Freiburg. Er hatte 2017/18 einen Lehrauftrag an der Universität Mainz und 2018 an der Universität Bern.
Er wurde 2019 auf die W2-Professur auf Zeit (für sechs Jahre) für das Fach Mittelalterliche Geschichte mit dem besonderen Schwerpunkt Historische Grundwissenschaften im Rahmen eines gemeinsamen Berufungsverfahrens mit der Mainzer Akademie der Wissenschaften und der Literatur berufen. Im Rahmen seiner Professur ist er mit zwei Semesterwochenstunden in der Lehre tätig. Zugleich koordiniert er die Edition eines der großen Quellenwerke zur deutschen und europäischen Geschichte und leitet die Mainzer Arbeitsstelle der Regesten Kaiser Friedrichs III. (1440–1493). Er ist seit 2005 Mitglied der Historischen Kommission für Hessen.
Seine Forschungsschwerpunkte sind die Erinnerungskultur des spätmittelalterlichen Adels, Formen der Austragung und Beilegung von Konflikten, die ritterlich-höfische Kultur, die Selbstzeugnisse als Quellen zur Mentalitätsgeschichte, das römisch-deutsche Reich im Hoch- und Spätmittelalter sowie die Laienbrüder im Zisterzienserorden.

## Schriften (Auswahl)
Monografien
- Vermitteln und Versöhnen. Konfliktregelung im deutschen Thronstreit 1198–1208 (= Norm und Struktur. Bd. 13). Böhlau, Köln u. a. 2000, ISBN 3-412-11199-6.

Herausgeberschaften
- mit Jürgen Dendorfer: Zisterzienser und Zisterzienserinnen am Oberrhein (12. bis 14. Jahrhundert) (= Oberrheinische Studien. Bd. 45). Thorbecke, Ostfildern 2023, ISBN 978-3-7995-7846-2.
- mit Carola Fey: Adel und Bauern in der Gesellschaft des Mittelalters. Internationales Kolloquium zum 65. Geburtstag von Werner Rösener (= Studien und Texte zur Geistes- und Sozialgeschichte des Mittelalters. Bd. 6). Didymos-Verlag, Affalterbach 2012, ISBN 978-3-939020-26-4.
- mit Carola Fey, Werner Rösener: Mittelalterliche Fürstenhöfe und ihre Erinnerungskulturen (= Formen der Erinnerung. Bd. 27). Vandenhoeck & Ruprecht, Göttingen 2007, ISBN 978-3-89971-327-5.